# Златица (община)
Вижте пояснителната страница за други значения на Златица.
Община Златица се намира в Западна България и е една от съставните общини на Софийска област.

## География

### Географско положение, граници, големина
Общината се намира в източната част на Софийска област. С площта си от 163,306 km2 е 15-а по големина сред 22-те общини на областта, което съставлява 2,31% от територията на областта. Община Златица, заедно с Община Кричим са единствените две общини в България, териториите на които се състоят от две обособени и разделени помежду си части. Първата основна част на община Златица съдържа землищата на град Златица и селата Карлиево и Църквище, а втората – землището на село Петрич. Границите на основната част са следните:
- на изток – община Пирдоп;
- на юг – община Панагюрище, Област Пазарджик;
- на запад – община Чавдар и община Челопеч;
- на север – община Етрополе;
- на североизток – община Тетевен, Област Ловеч.

Границите на втората част са следните:
- на запад и север – община Мирково;
- на изток – община Чавдар;
- на юг – община Панагюрище, Област Пазарджик.

### Природни ресурси

#### Релеф
Релефът на общината е равнинен, средно и високо планински, като територията ѝ попада в пределите на Стара планина, Задбалканските котловини и Средна гора.
Северната третина на основната територия на община Златица се заема от югозападните части на Златишко-Тетевенска планина (съставна планина на Средна Стара планина). В нея, на границата с община Етрополе се издига най-високата точка на община Златица – връх Свещиплаз 1888,3 m. В средния район на основната територия на общината се простират от най-ниските и равни части на Златишко-Пирдопската котловина, а в южната третина на основната територия – част от северните склонове на Същинска Средна гора. Тук максималната височина е връх Малка Братия 1406 m, разположен на границата с община Панагюрище.
През втората част на общината (землището на село Петрич) от север на юг протича река Тополница. Източно от нейната дълбока долина са разположени крайните западни части на Същинска Средна гора. Тук, също на границата с община Панагюрище се намира връх Върла могила 1045 m. Западно от долината на Тополница, в пределите на землището на село Петрич се простират крайните североизточни разклонения на рида Белица (част от Ихтиманска Средна гора). Най-високата му точка тук е връх Босе 935,7 m.
Южно от село Петрич, на границата с община Панагюрище, в коритото на река Тополница се намира най-ниската точка на община Златица – 447 m н.в.

#### Води
Основна водна артерия на община Златица е река Тополница, която протича и през двете части на общината с горното си течение. В основната част на общината реката тече от изток на запад, в дълбока и залесена долина през северните разклонения на Същинска Средна гора. В този участък основните ѝ притоци са реките: Медет (Буковица) (ляв), Златишка река (десен), Гъзибара (ляв) и Гюмюрджудере (ляв). През втората част (землището на село Петрич) реката протича от север-североизток на юг-югозапад в много дълбока, слабо залесена и на места опорена долина, като тук тя служи за граница между Същинска Средна гора на изток и рида Белица (част от Ихтиманска Средна гора) на запад. В този участък основните ѝ притоци са реките: Айдере (десен), Буновска река (десен), Каменишка река (десен), Ангелов дол (ляв), Добри дол (десен) и Дисагов дол (ляв).

## Население

### Етнически състав (2011)
Численост и дял на етническите групи според преброяването на населението през 2011 г.:
|                     | Численост | Дял (в %) |
| Общо                | 5837      | 100,00    |
| Българи             | 5338      | 91,45     |
| Турци               | 30        | 0,51      |
| Цигани              | 169       | 2,90      |
| Други               | 15        | 0,26      |
| Не се самоопределят | 24        | 0,41      |
| Неотговорили        | 261       | 4,47      |

### Движение на населението (1934 – 2021)
| Община Златица                                | Община Златица | Община Златица | Община Златица | Община Златица | Община Златица | Община Златица | Община Златица | Община Златица | Община Златица | Община Златица | Община Златица |
| --------------------------------------------- | -------------- | -------------- | -------------- | -------------- | -------------- | -------------- | -------------- | -------------- | -------------- | -------------- | -------------- |
| Година                                        | 1934           | 1946           | 1956           | 1965           | 1975           | 1985           | 1992           | 2001           | 2011           | 2021           |                |
| Население                                     | 5427           | 5914           | 6474           | 7146           | 7430           | 837            | 6706           | 6689           | 5837           | 4966           |                |
| Източници: Национален Статистически Институт, |                |                |                |                |                |                |                |                |                |                |                |

### Населени места
Общината има 4 населени места с общо население от 4966 жители към 7 септември 2021 г.
| Населено място | Население (2021 г.) | Площ на землището km2 | Забележка (старо име) | Населено място | Население (2021 г.) | Площ на землището km2 | Забележка (старо име)           |
| -------------- | ------------------- | --------------------- | --------------------- | -------------- | ------------------- | --------------------- | ------------------------------- |
| Златица        | 4327                | 67,538                |                       | Петрич         | 195                 | 67,193                | Средногорие                     |
| Карлиево       | 184                 | 18,097                |                       | Църквище       | 260                 | 10,478                |                                 |
|                |                     |                       |                       | ОБЩО           | 4966                | 163,306               | няма населени места без землища |

## Административно-териториални промени
- Указ № 3/обн. 11 януари 1950 г. – преименува с. Петрич на с. Средногорец;
- през 1956 г. – заличена е м. Чебара без административен акт поради изселване;
- Указ № 881/обн. 30.11.1965 г. – заличава м. Гугов дол поради изселване;
- Указ № 591/обн. 12.07.1966 г. – възстановява старото име на с. Средногорец на с. Петрич;
- Указ № 757/обн. 08.05.1971 г. – заличава с. Църквище и го присъединява като квартал на гр. Златица;
- през 1975 г. – заличени са махалите Ангелов дол, Белега, Бодят (Бодът), Върлина, Джилясковица, Джуновите кошари, Замухово, Коньовица (Каците) и Фартунски кошари без административен акт и са присъединени като квартали на с. Петрич;
- Указ № 313/обн. 17.02.1978 г. – обединява гр. Златица и гр. Пирдоп в едно ново населено място – гр. Средногорие;
- Указ 250/обн. 12.08.1991 г. – заличава община Средногорие и на нейната територия създава Община Антон, Община Златица, община Мирково, община Пирдоп, община Чавдар и община Челопеч;

– заличава гр. Средногорие и възстановява кварталите му Златица и Пирдоп като отделни населени места – гр. Златица и гр. Пирдоп;
– отделя кв. Църквище от гр. Златица и го възстановява като отделно населено място – с. Църквище.

## Транспорт
През територията на общината, от запад на изток, на протежение от 4,7 km преминава участък от трасето на жп линията София – Карлово – Бургас от Железопътната мрежа на България.
През общината преминават частично 4 пътя от Републиканската пътна мрежа на България с обща дължина 44,1 km:
- участък от 3,6 km от Републикански път I-6 (от km 200,9 до km 204,5);
- участък от 27,3 km от Републикански път II-37 (от km 36,8 до km 64,1);
- последният участък от 2,8 km от Републикански път III-6004 (от km 30,1 до km 32,9);
- участък от 10,4 km от Републикански път III-6006 (от km 4,4 до km 14,8).

## Топографска карта
- Лист от карта K-34-60. Мащаб: 1 : 100 000.
- Лист от карта K-35-37. Мащаб: 1 : 100 000.
- Лист от карта K-35-49. Мащаб: 1 : 100 000.